# Северное Тапанули
Северное Тапанули (индон. Tapanuli Utara) — округ в провинции Северная Суматра. Административный центр — город Тарутунг.

## Население
Согласно оценке 2010 года, на территории округа проживало 278 897 человек.

## Административное деление
Округ делится на следующие районы:
- Адианкотинг
- Гарога
- Муара
- Пагаран
- Пахаэ-Джаэ
- Пахаэ-Джулу
- Пангарибуан
- Пармонанган
- Пурбатуа
- Сиатас-Барита
- Сиборонг-Боронг
- Симангумбан
- Сипахутар
- Сипохолон
- Тарутунг